# Dráguss Károly
Dráguss Károly (1839 – Esztergom, 1870. május 11.) színész, rendező, színigazgató, drámaíró.

## Életpályája
A színészakadémia megnyitásának évében az intézmény egyik legjelesebb növendéke volt. 1859-től színészi pályán dolgozott. 1860-ban Szigeti Imre társulatában szerepelt. 1861-ben Hubay Gusztáv színésznél működött. 1863–1865 között igazgató volt Besztercebánya, Lőcse, Győr, Szombathely, Komárom városokban. 1866-ban végzett a Színészeti Tanodában. Két évig Follinus János társulatában lépett fel. Egy alkalommal a Nemzeti Színház is szerződtetni akarta. Szerepét mindig kiválóan tudta, a sikert sosem bízta a véletlenre. 31 éves korában hunyt el sorvasztólázban, egy Shakespeare-szerep tanulása közben.
Felesége Heidl Alojzia, leányuk Dráguss Aurélia született 1861. június 22-én Veszprémben, keresztapja Ramazetter Károly könyvkereskedő és nyomdász volt.

## Színházi szerepei
- Obernyik Károly: Brankovics György – Brankovics György
- William Shakespeare: Macbeth – Macbeth
- William Shakespeare: Othello – Othello

## Művei
- Katona és szerzetes (színmű; társszerző: Marczell Géza)
- Halottak napján (színmű)